# Роберто Фиоре
Роберто Фиоре е италиански неофашист, председател на крайно-дясната партия „Нова сила“. През 1980-те години Фиоре живее в Обединеното кралство, там той се сприятелява с председателя на Британския национален фронт – Ник Грифин.
През 1985 г. е съден заради членството си в паравоенна неофашистка организация.